# HD 28185
HD 28185는 에리다누스자리에 있는 별로, 지구에서 129광년 떨어져 있다. 이 별은 태양과 비슷한 분광형 G의 주계열성이다. HD 28185는 헨리 드레이퍼 목록에 수록되어 있는 명칭이다. 2006년 현재 이 별은 긴 공전주기를 갖는 외계행성 1개를 거느리는 것이 확인되어 있다.

## 거리 및 가시성
히파르코스 위성의 시차측정 결과 28185와 지구의 거리는 129광년으로 측정되었다. 지구에서 82광년보다 먼 거리에 있기 때문에 글리제 인접항성목록에는 포함되어 있지 않다. 겉보기 등급은 7.81로 맨눈으로는 볼 수 없으며 관찰하기 위해서는 쌍안경이 필요하다.

## 물리적 특징
HD 28185는 질량, 반지름, 밝기가 우리 태양과 흡사하다. 28185는 주계열 단계에 있으며 수소를 중심핵에서 태워서 빛과 열을 내는 단계에 있다. 이 별의 분광형은 G5V로 태양보다 표면온도는 약간 차갑다. 대부분의 외계행성 보유항성들이 그러하듯 이 별은 태양보다 중원소 함유량이 73% 더 높다. 자전 주기는 30일로 태양의 25.4일에 비해 약간 느리다.
채층 활동량에 의거한 이 별의 나이는 약 29억 년으로 추측된다. 반대로 항성 진화 모형에 의하면 이 별의 질량은 태양의 0.99배, 나이는 75억 년 정도이다.

## 행성계
2001년 HD 28185 주위를 공전하는 목성형 행성 HD 28185b가 발견되었다. 지금까지 밝혀진 자료에 의하면, 이 행성의 공전주기는 1.04년으로, 우리 지구와 비슷한 거리를 돌고 있으며 이심률 또한 작아서 원에 가깝다. 이 정도 거리에서 b가 받는 복사량은 지구와 비슷하기 때문에, 만약 이 행성 주위에 지구 정도 크기의 위성이 존재한다면 그 위성에는 생명이 탄생할 환경이 조성될 수 있다. 또는 위성이 아니라 트로이 행성의 형태로 b를 따라다닐 수 있다는 견해도 있다.
발견된 행성은 아직 하나이지만, 28185의 시선속도는 긴 주기에 걸쳐 변하는 모습을 보여주고 있다. 따라서 b보다 먼 거리에 행성이 추가로 존재할 가능성이 있다.
| 동반체 (항성에서 가까운 순서) | 질량 (MJ)    | 공전주기 (일) | 공전궤도 반지름 (AU) | 이심률        |
| ----------------------------- | ------------ | ------------- | -------------------- | ------------- |
| b                             | >5.72 ± 0.93 | 383.0 ± 2.0   | 1.031 ± 0.060        | 0.070 ± 0.040 |

## 읽어보기
- extrasolar.net: HD 28185

## 같이 보기
- 페가수스자리 51
- 시계자리 이오타